# Compsapoderus dimidiatus
Compsapoderus dimidiatus es una especie de coleóptero de la familia Attelabidae.

## Distribución geográfica
Habita en Mongolia y China.